# Ногути, Акиё
Акиё Ногути (яп. 野口 啓代 Noguchi Akiyo, род. 30 мая 1989, Рюгасаки, Ибараки) — японская спортсменка, выступающая в спортивном скалолазании, в частности, в боулдеринге. Также она сильно выступает в лазании на трудность. Победительница Кубка мира и многократный призёр чемпионата мира. Девятикратная участница Восхождения на Кубок Японии с 2005 по 2014, что является рекордом для японских скалолазов. Участница Олимпийских игр. Бронзовый призёр Олимпийских игр 2020 в Токио.

## Биография
Акиё Ногути родилась 30 мая 1989 года.
Акиё популярна в социальных сетях, таких как Instagram, где у нее более 100 тысяч подписчиков.

## Карьера

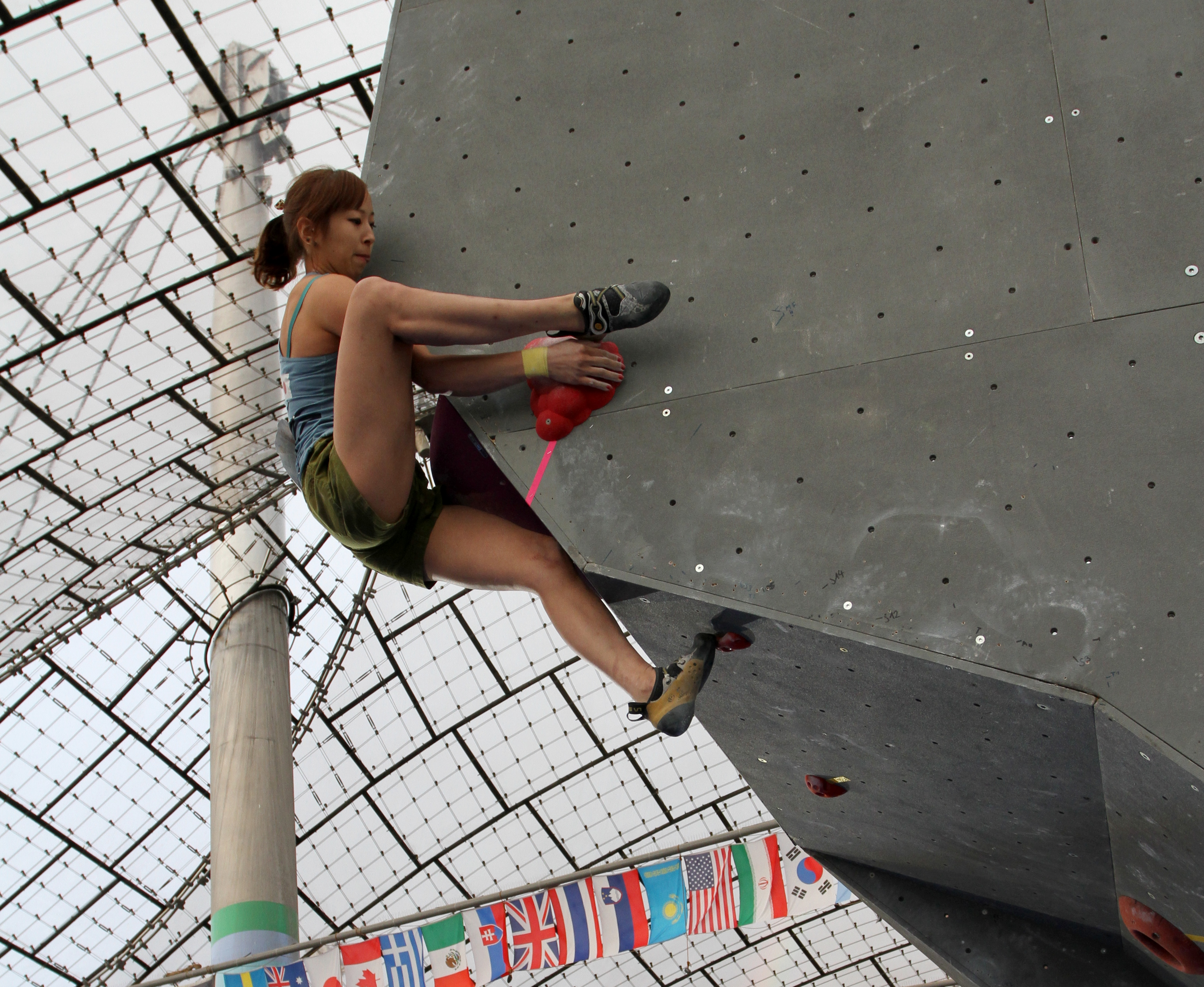
Ногути на Кубке мира в Мюнхене, 2012 год

Ногути выросла на животноводческой ферме в префектуре Ибараки. С юных лет она лазила по зданиям, деревьям, а иногда даже по коровам. В 2000 году, когда ей было 11 лет, она впервые опробовала настоящий скалодром во время отпуска на Гуаме. Вернувшись домой, она сразу же записалась в местную секцию скалолазания, а потом отец построил ей стену для лазания в старом хлеву на ферме.
В 2007 году она приняла участие в Кубке мира по боулдерингу, трижды выиграв медаль. В 2009 году она выиграла Кубок мира по боулдерингу, опередив чемпионку прошлого года Анну Штер. Ногути затем вновь выиграла Кубок мира в 2010, 2014 и 2015 годах. В сезонах 2011, 2012 и 2013 годов она занимала второе место в общем зачёте Кубка мира в боулдеринге. Она также трижды выиграла Кубок мира в многоборье.
Ногути также была удостоена награды La Sportiva Competition Award в 2010 году «за победы и позитивный настрой, который она излучает во время соревнований».
В 2019 году Акиё Ногути выиграла серебряную медаль в личном многоборье на чемпионате мира по скалолазанию, что позволило ей принять участие в летних Олимпийских играх 2020 года. Ногути собиралась уйти из спорта еще в 2016 году, но когда было объявлено, что скалолазание станет олимпийским видом спорта в 2020 году, она решила продолжить карьеру ради квалификации на домашние Олимпийские игры. Ногути в последний раз выступила на Кубке мира в июне 2021 года в Инсбруке. За всю карьеру она выступила на 169 этапах Кубка мира и заняла 75 призовых мест. 13 июля 2021 года она опубликовала автобиографию.
На Олимпийских играх в Токио Акиё Ногути в квалификации стала девятой в лазании на скорость, третьей в боулдеринге с тремя топами и четырьмя зонами, и шестой в лазании на трудность, преодолев более 27 зацепов. Такое выступление позволило занять ей четвёртое место и выйти в финал. Там она заняла четвёртые места во всех трёх дисциплинах: в скорости уступила за третье место соотечественнице Михо Нонака, в боулдеринге также как и Нонака добралась до двух зон, но уступила соотечественнице по попыткам. В лазании на трудность Ногути обошла Нонако, но уступила Янье Гарнбрет, Со Чхэ Хён и Джессике Пильц, набрав в произведении мест 64. Такой же результат был у Александры Мирослав из Польши, победившей с мировым рекордом в лазании на скорость, но по правилам выше становится та спортсменка, у которой в двух из трёх дисциплин выше результат при равных баллах. Таким образом, Ногути выиграла бронзу.

## Стиль лазания
Акиё Ногути известна своей невероятной техникой и подвижностью. Удо Нойманн, немецкий тренер по скалолазанию, опубликовал видео c лучшими выступлениями спортсменки, проанализировав качества, которые позволили ей преуспеть в скалолазании. В этом видео, которое называется «Определяющие боулдеринг факторы — искусство Акиё Ногути» (англ. Factors Deciding Boulder Comps - the Art of Akiyo Noguchi) подчеркивается ее способность к адаптации, что позволяет ей находить уникальные решения проблем, с которыми она сталкивается. Кроме того, ее мобильность позволяет ей выполнять движения, которые несвойствены её соперникам.